# Sphaerodothis merianiae
Sphaerodothis merianiae är en svampart som beskrevs av Orejuela 1944. Sphaerodothis merianiae ingår i släktet Sphaerodothis och familjen Phyllachoraceae.   Inga underarter finns listade i Catalogue of Life.